# Tauhíd
Tauhíd (arabsky توحيد‎, přepisováno také jako tawhíd) je v islámské teologii nauka o jedinosti Boží a je tak základem všech článků víry islámu. Centrálním prvkem tauhídu je striktní monoteismus – vyznání víry v jediného, nedělitelného a nezávislého Boha (oproti např. konceptu Svaté Trojice v křesťanství). Slovně ho vyjadřuje první část šahády (Není božstva kromě Boha...).
Podle víry muslimů nelze k jediné Boží podstatě nic přidružovat (tento přečin se nazývá širk).
Islámská teologie dělí tauhíd na tři kategorie:
1. Tauhíd ar-rubúbijja (doslovně „zachování jedinečnosti Pána světů“) – tvrzení, že Alláh je jediný, svrchovaný Pán světů, bez společníků
2. Tauhíd al-asmá was-sifát (dosl. „zachování jedinečnosti Alláhových jmen a přívlastků“) – tvrzení, že vlastnosti Alláha jsou jedinečné a nic se jim nevyrovná
3. Tauhíd al-'ibáda (dosl. „zachování jedinečnosti v uctívání Alláha“) – tvrzení, že Alláh je jediný ve svém právu na to, aby byl uctíván

## Společenský dosah v České republice
Zmíněná odkazovaná kniha Základy tauhídu, vydaná roku 2014, vyvolala mediální pozornost zásahem Útvaru pro odhalování organizovaného zločinu v pražské mešitě, po němž se léta táhl soudní proces s vydavatelem knihy, jenž skončil osvobozujícím verdiktem.